# Apple Pencil
El   'Apple Pencil'   es un periférico diseñado para  'Apple'  y concebido en un principio para funcionar con el iPad Pro.
La primera generación de este fue anunciada el 9 de septiembre de 2015, junto con el iPad Pro y el 11 de noviembre de 2015 fueron puestos a la venta ambos a la vez. Su precio de salida fue de un total de 99 $.
La segunda generación de este fue anunciada el 30 de octubre de 2018 y se puso a la venta el 7 de noviembre de 2018.

## Descripción
Este es un lápiz digital que, aunque fue pensado para ser un complemento del Ipad Pro, hoy en día funciona también con el Ipad 2018. Por lo tanto, podemos afirmar que es un lápiz digital que funciona con  tabletas. Es de plástico y se comunica mediante bluetooth con la pantalla y con todo el sistema que hay debajo de esta.
El  Apple Pencil  ha sido diseñado principalmente para realizar funciones y trabajos creativos y es por este motivo que tiene sensibilidad a la presión y detección de los ángulos.

## Características
El  Apple Pencil  tiene un conjunto de características que lo definen y distinguen, las que se comparten en los dos modelos que existen hoy en día. Es importante ver también las características que distinguen el lápiz de primera generación con el de segunda.
Por un lado encontramos el Apple Pencil de primera generación. Este lleva una batería recargable de iones-litio de 3,2V, que alimenta una CPU ARM-RISC que cuenta con detectores de presión y de ángulo de movimiento. Tiene un dispositivo Bluetooth cerrado dentro de la carcasa de plástico que puede comunicarse simultáneamente con la pantalla y el sistema operativo que la controla. el lápiz puede detectar la fuerza con que se pulsa, lo que permite, por ejemplo, trazos más oscuros o más claros en un aplicación de dibujo dependiendo de la fuerza con que el usuario lo presiona contra la pantalla.
Por otro lado está el de segunda generación. Este comparte muchas de las características con su predecesor pero hay un gran cambio que es que éste se carga inalámbricamente de manera magnética con el iPad Pro, pero hay dos cambios importantes: primero, se carga magnéticamente de forma inalámbrica con el iPad Pro, y segundo, está conectado a través de USB-C en lugar de Lightning. Este también tiene nuevos controles de gestos. El segunda generación también es compatible con el iPad Air de cuarta generación (2020), que también cuenta con un puerto USB-C.